# Tömöriin Artag
Tömöriin Artag (Uvs, Mongolia, 10 de abril de 1943-1993) fue un deportista mongol especialista en lucha libre olímpica donde llegó a ser medallista de bronce olímpico en México 1968.

## Carrera deportiva
En los Juegos Olímpicos de 1968 celebrados en México ganó la medalla de bronce en lucha libre olímpica estilo peso wélter, tras el luchador turco Mahmut Atalay (oro) y el francés Daniel Robin (plata).